# Атилии
Ати́лии (лат. Atilii, gens Atilia) — древнеримский род, имевший как патрицианские, так и плебейские ветви. Не следует путать его с плебейским родом Ацилиев (лат. gens Acilia). Известны ветви с когноменами Бульб, Калатин, Лонг, Регул, Серран и некоторые другие. К этому роду принадлежат одиннадцать консулов (в республиканскую эпоху), два военных трибуна с консульской властью, один диктатор.

## Известные представители
- Луций Атилий Луск — военный трибун с консульской властью 444 года до н. э.;
- Луций Атилий Приск — военный трибун с консульской властью 399 и 396 годов до н. э.;
- Марк Атилий Регул Кален — консул 335 года до н. э.;
- Луций Атилий — народный трибун 311 года до н. э.;
- Марк Атилий Регул — консул 294 года до н. э.;
- Марк Атилий Регул — известный полководец и адмирал Первой Пунической войны, консул 267 и консул-суффект 256 годов до н. э.;
- Авл Атилий Калатин — консул 258 и 254 годов до н. э., диктатор rei gerundae causa 249 года;
- Гай Атилий Регул Серран — консул 257 и 250 годов до н. э.;
- Гай Атилий Бульб — консул 245 и 235 годов до н. э.;
- Марк Атилий Регул — консул 227 и 217 годов до н. э.;
- Гай Атилий Регул — консул 225 года до н. э.;
- Гай Атилий Серран — претор 218 года до н. э.;
- Луций Атилий — квестор 216 года до н. э.;
- Марк Атилий — дуумвир 216 года до н. э.;
- Гай Атилий — дуумвир 216 года до н. э.;
- Луций Атилий — командующий римского лагеря в Локрах в 215 году до н. э.;
- Луций Атилий — претор 197 года до н. э.;
- Гай Атилий Серран — претор 185 года до н. э.;
- Марк Атилий Серран — претор 174 года до н. э.;
- Авл Атилий Серран — консул 170 года до н. э.;
- Луций Атилий (посол) — посол в Самофракию в 168 до н. э.;
- Марк Атилий Серран — претор 152 года до н. э.;
- Луций Атилий — юрист середины II века до н. э.;
- Марк Атилий — комедиограф середины II века до н. э.;
- Секст Атилий Серран — консул 136 года до н. э.;
- Гай Атилий Серран — консул 106 года до н. э.;
- Атилий Серран — был в числе убитых после вступления Мария и Цинны в Рим в 87 году до н. э.;
- Секст Атилий Серран Гавиан — народный трибун 57 года до н. э.;
- Атилий (вольноотпущенник) — вольноотпущенник, построивший амфитеатр, который был разрушен при Тиберии;
- Атилий Вергилион — знаменосец Гальбы;
- Атилий Руф — наместник Сирии при Домициане;
- Атилий Кресцен — друг Плиния Младшего;
- Марк Атилий Метилий Брадуа — консул 108 года н. э.;
- Тит Атилий Руф Тициан — консул 127 года;
- Аппий Анний Атилий Брадуа — консул 160 года;
- Тиберий Клавдий Марк Аппий Атилий Брадуа Регилл Аттик — консул 185 года;
- Атилий Фортунациан — позднеантичный латинский грамматик.